# Отдельный корпус пограничной охраны Украинской державы
Отдельный корпус пограничной охраны (О.к.п.о. Укр.д., укр. Окремий корпус кордонної охорони) — воинское соединение вооружённых сил Украинской Народной Республики (с 29 апреля до 14 декабря 1918 — армии Украинской державы) во время Гражданской войны в России.

## Предыстория

### 1-е формирование
1918 год
18 февраля подписана военная конвенция между Украинской Народной Республики, Германской империей и Австро-Венгерской империей, которая стала правовой основой для применения австро-германских войск на территории украинских губерний  против украинских и русских большевиков. См. также 
В этот же день 18 февраля германские и австро-венгерские корпуса и дивизии численностью более 230 тысяч человек (29 пехотных и 4,5 кавалерийские дивизии) были пропущены Армией Украинской Народной Республики на украинском участке Восточного фронта и начали продвигаться вглубь Украины вытесняя красные советские войска.
Вслед за войсками УНР, 3 марта в Киев прибыли германские войска и правительство УНР (Центральная Рада). На освобождённой от большевиков территории под руководством германского оккупационного командования началось создание украинских государственных структур и германских военных администраций.
Отдельный корпус пограничной охраны был сформирован в марте в составе Армии Украинской Народной Республики. Командир корпуса полковник В.И. Желиховский (с марта по июнь 1918).
Состав корпуса в марте:
- Северная пограничная бригада. Штаб в Гомеле. См.[2]
- Волынская пограничная бригада
- Подольская пограничная бригада
- Могилёв-Подольская пограничная бригада
- Днестровская пограничная бригада

Командир Волынской пограничной бригады полковник В.П. Белавин.
В апреле германские войска оккупировали Волынскую, Подольскую, Киевскую, Черниговскую, Полтавскую, Харьковскую, Херсонскую и большую часть Екатеринославской губерний. Губернская, уездная и волостная администрации, которые оставались верной руководству УНР, на самом деле утратили всякую связь с ним и оказалась под влиянием оккупационного военного союзного командования. См.
Кроме того германские войска оккупировали и часть великорусских Гродненской, Минской, Курской и Воронежской губерний, а также часть Таврической губернии которые были присоединены к территории Украинской Народной Республики. Таким образом, русские территории попали под двойную оккупацию – германского и украинского государств.

## История
После прихода к власти 29 апреля 1918 года гетмана П. П. Скоропадского началось создание Украинского государства (укр. Української держави) и его государственных структур, в числе которых была Армия и Отдельный корпус пограничной охраны. Бригады корпуса комплектовались офицерами, ранее проходившими службу в Российской Императорской Армии и Революционная армии свободной России.
После 29 апреля и до 14 декабря 1918 корпус находился в составе вооружённых сил Украинской державы.
Состав корпуса в марте:
- Северная пограничная бригада. Бригада охраняла северную границу (штаб в г. Гомеле).
- Волынская пограничная бригада. Бригада охраняла границу в Волынской губернии.
- Подольская пограничная бригада. Бригада охраняла границу в Подольской губернии.
- Могилёв-Подольская пограничная бригада. Бригада охраняла границу в Подольской губернии.
- Днестровская пограничная бригада. Бригада охраняла границу в Херсонской.

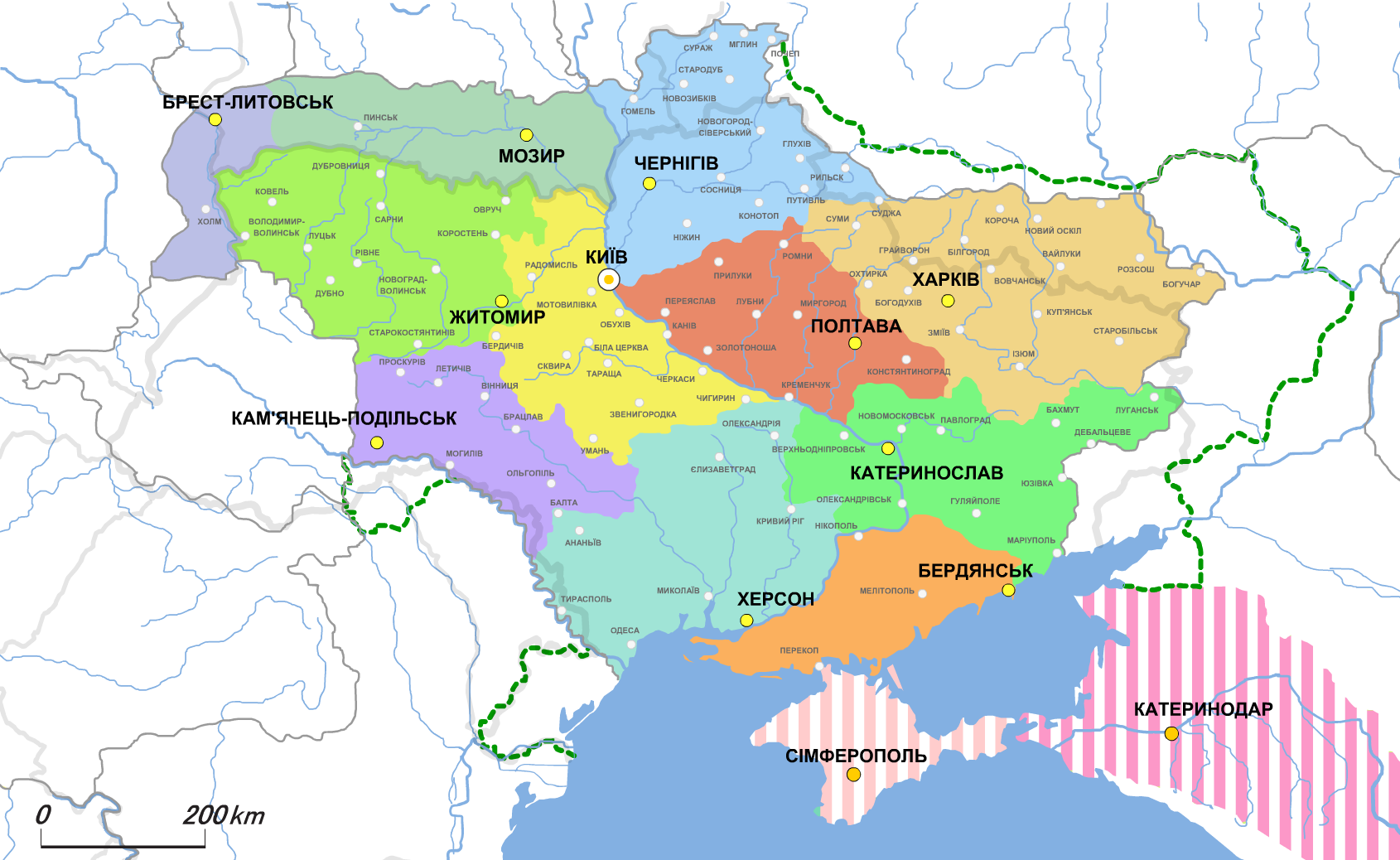
Административно-территориальное деление. Зелёная пунктирная линия — территориальные претензии.

Командир корпуса полковник В. И. Желиховский.
В июне назначены командиром корпуса генерал В.З. Савельев, Помощником командира корпуса полковник В. И. Желиховский (бывший командир корпуса), Начальником штаба корпуса генерал Л.Л. Байков.
В 1918 году командир Волынской пограничной бригады полковник В. П. Белавин.
С 11 октября вр.и.д. нач. штаба Северной пограничной бригады подполковник Н. А. Самойлов.
11 ноября завершилась Первая мировая война. Германская империя прекратила существование в результате Ноябрьской революции и должна была вывести свои войска из оккупированных территорий. Для правительства Украинской державы это событие предвещало ослабление власти.
Ослаблением германцев и соответственно Украинского государства воспользовались противники гетмана П. П. Скоропадского, создавшие в ночь с 13 на 14 ноября в г. Белая Церковь Директорию с целью свержения власти германского командования и власти правительства. Директория состояла из пяти членов, председателем избран в составе В. К. Винниченко.
14 ноября гетман П. П. Скоропадский объявил Акт федерации, которым он обязывался объединить Украину с будущим (небольшевистским) российским государством.
16 ноября началось восстание (антигетманский мятеж), возглавленное Директорией УНР против власти гетмана П. П. Скоропадского повстанческого движения и поддержанное восставшими войсками Украинской державы под командованием С. В. Петлюры. Гражданская война на Украине сметала ещё одну власть.
В армии и в пограничном корпусе произошёл раскол и началась «Украинская гражданская война».
После непродолжительной «Украинской гражданской войны 16 ноября — 14 декабря 1918 года», 14 декабря гетман П. П. Скоропадский отдал приказ о демобилизации защитников Киева и отрёкся от власти.,,

## Последующая история
После 14 декабря 1918 и до мая 1919 года корпус — в составе Вооружённых сил Украинской Народной Республики.
10 января 1919 года командиром корпуса был назначен полковник Жуковский. Однако к этому времени значительная часть офицерского состава, назначенного гетманом Скоропадским, перешла на сторону Добровольческой армии. О переходе на сторону белогвардейцев объявили Одесская, Донецкая, Азовская пограничные бригады (в полном составе), Учебная бригада (большая часть), а также — кадры всех трёх полков охраны Черноморского побережья. На северо-востоке страны, где наступали красноармейские войска, Хопёрская пограничная бригада была отведена в Купянск и там она самодемобилизовалась. Кадры Северной, Курской, а также Волынской, бригад были отведены в Луцк. Продолжала нести службу только Подольская бригада на румынской границе.
К концу января 1919 года корпус пограничной охраны УНР, как таковой, фактически не существовал. Штаб корпуса и кадры последних четырёх имеющихся бригад были собраны в Каменец-Подольском и включены в состав гарнизона города.
26 марта 1919 года полковник Жуковский был уволен от занимаемой должности командира корпуса, и вскоре корпус был расформирован.

### 2-е формирование
С июня 1919 корпус формировался вторично в составе Вооружённых сил Украинской Народной Республики. С июня 1919 года и в 1920 году — корпус в составе армии УНР.

## Подчинение
- После 29 апреля и до 14 декабря 1918 года — в составе Украинской державы

## Командование
После 29 апреля и до 14 декабря 1918:
- Командир корпуса полковник В.И. Желиховский (после 29 апреля - 06.1918)
- Командир корпуса ген. В.З. Савельев (с 06.1918)
- Помощник командира корпуса полковник В.И. Желиховский (бывший командир корпуса, с 06.1918)
- Начальник штаба корпуса генерал Л.Л. Байков (с 06.1918)

## Состав
На апрель 1918:
- Волынская пограничная бригада
- Днестровская пограничная бригада
- Могилёв-Подольская пограничная бригада
- Подольская пограничная бригада
- Северная пограничная бригада